# Smedslättens tennishall

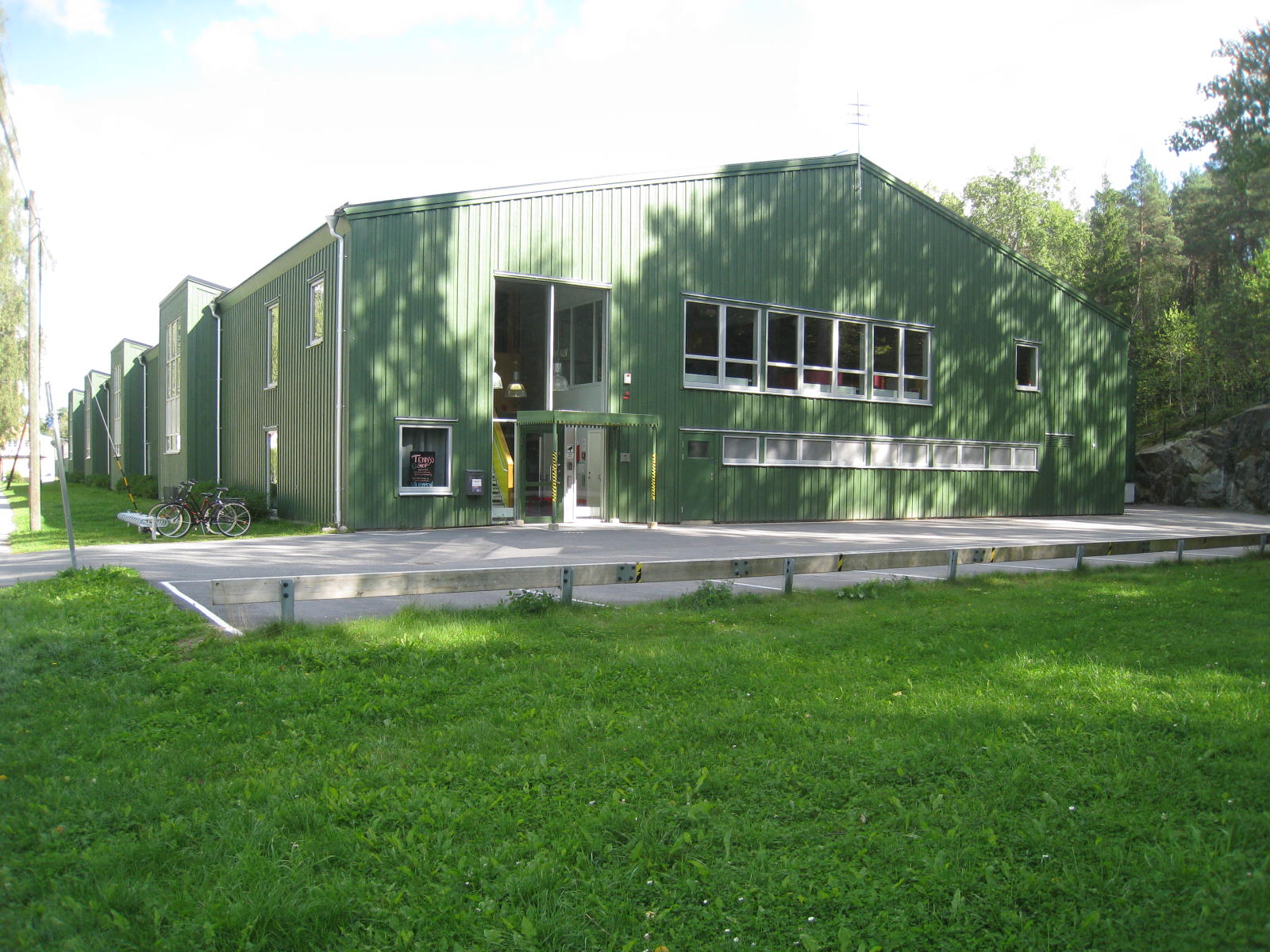
Smedslättens tennishall 2014.

Smedslättens tennishall är en anläggning för tennis och andra evenemang vid Alviksvägen 161 i Smedslätten i Bromma, väster om Stockholm. Hallen invigdes den 19 november 2011. Smedslättens Lawn Tennisklubb, SLTK, har en juniorverksamhet med över 300 barn och ungdomar. Dessutom har föreningen cirka 150 vuxna som spelar på anläggningen såväl inom klubbens regi som på egna speltider.

## Historik

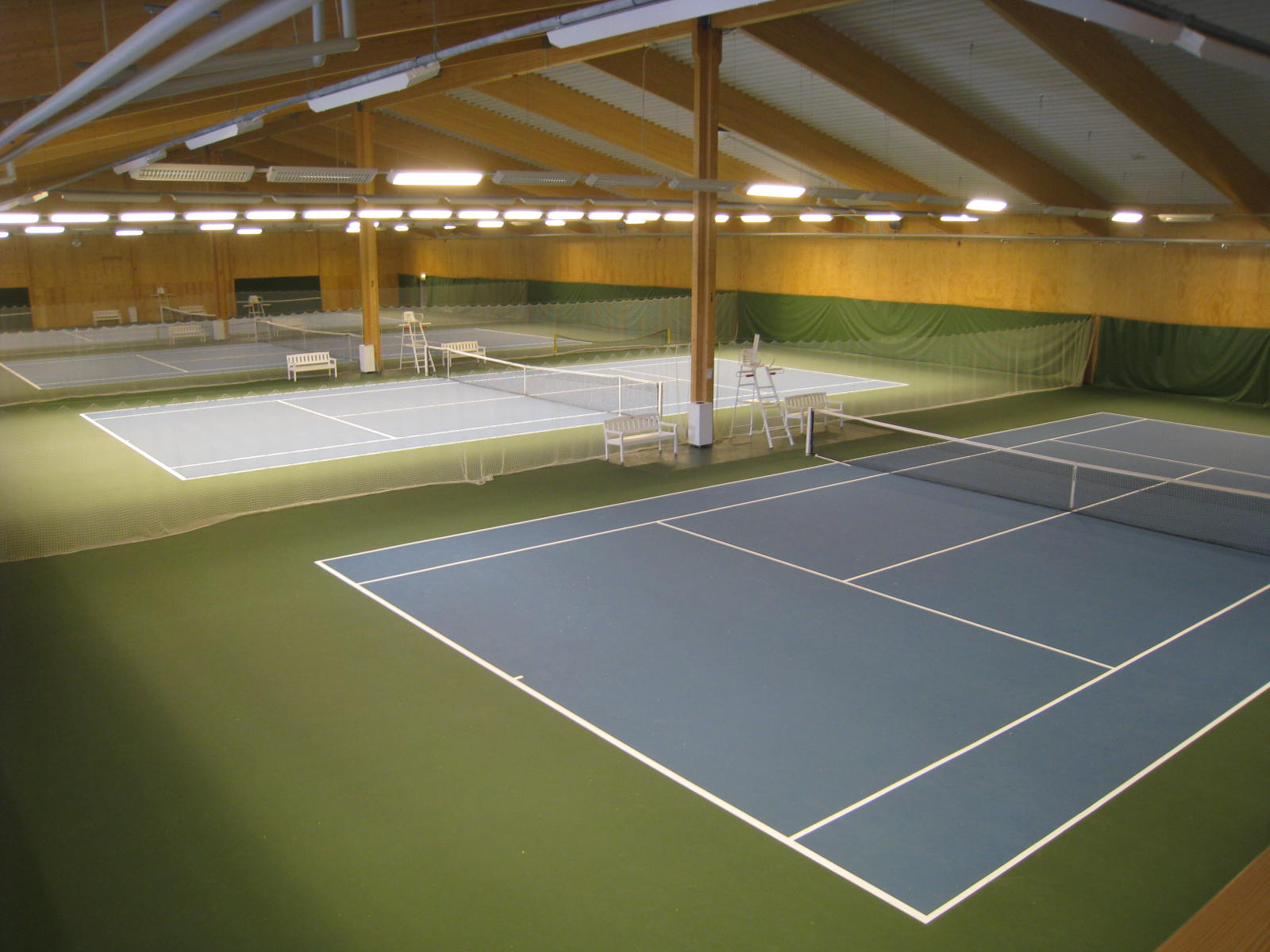
Interiör från tennishallen.

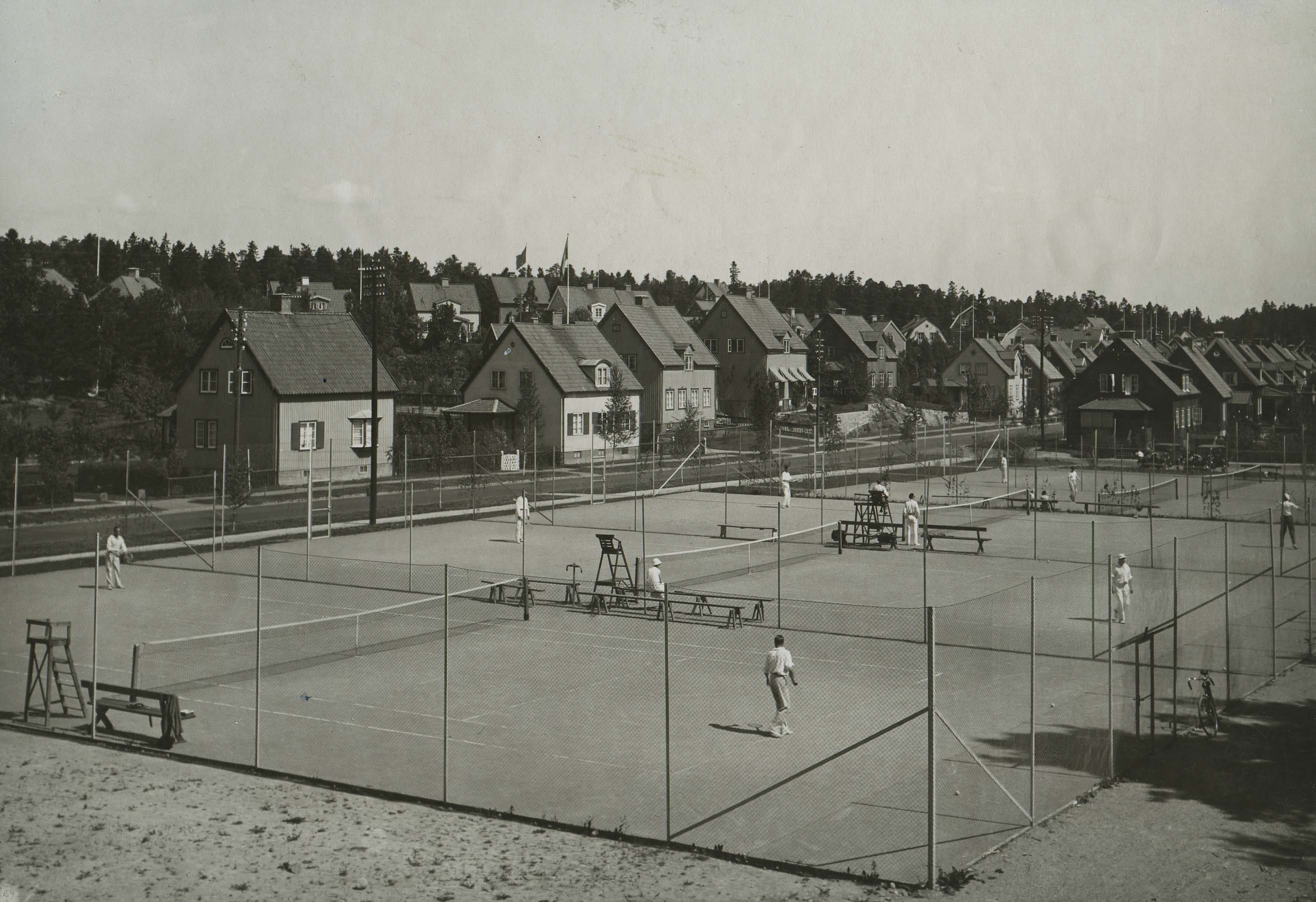
Smedslättens tennisbanor 1933.

Tennishallen ligger på klassisk idrottsmark i Bromma, och gränsar i norr till Alviksvägen och i söder till Ålstensskogen. På den plats, där Smedslättens tennisbanor och Smedslättens tennishall nu ligger fanns det på 1700-talet två torp som sedermera skulle bli Smedslättens gård. 
Smedslättens Lawn Tennisklubb, SLTK, är en förening med gamla anor, den är en av Stockholms äldsta tennisklubbar. Klubben bildades 1914 som Äppelvikens Tennisklubb.
Den hade sin första spelplats vid Äppelvikstorget vid Alléparken i Äppelviken. I början av 1930-talet flyttades återigen verksamheten och man byggde då tennisbanorna vid den nuvarande adressen på Alviksvägen 161 i korsningen av Alviksvägen och Djurklouvägen. Det var då bara en utomhusanläggning med fem grusbanor.
Under 1960-talet fick Smedslättens Lawn Tennisklubb ett uppblåsbart så kallat barracudatält över tre av banorna. Då tälten kom på 1960-talet fördubblades beläggningen på anläggningen, eftersom man kunde spela året om. Barracudatälten hade klara begränsningar. I många år kämpade därför klubben att förverkliga sina planer på att bygga en egen tennishall som invigdes den 19 november 2011. 

## Tennislegender i klubben
I Smedslättens Lawn Tennisklubb, SLTK, har generationer av tennisungdomar grundat ett livslångt intresse för tennis. Här har legender som Jan-Erik "Janne" Lundqvist, Björn Borg, Ulf Schmidt, Percy Rosberg, Anders Järryd, Nicklas Kulti och Stefan Edberg spelat. Den störste av dem alla, Björn Borg, värmde upp inför grussäsongerna på 1970- och 1980-talet. 